# Kirana gharana
Kirana gharana je styl indické klasické vokální hudby. Založili ji na konci 19. století Abdul Kharim Khan a Abdul Wahid Khan. Tato gharana (hudební škola) je pojmenována podle Kairany, města na západě Uttarpradéše, jež je rodištěm prvního z nich. Krom těchto dvou patří mezi významné umělce tohoto stylu Begum Akhtar, Roshan Ara Begum, Gangubai Hangal, Bhimsen Joshi a Mohammed Rafi.
Mezi disciplíny kirana gharany patří hra na rudra vínu, na sarangi a zpěv. Zaměřuje se na přesné ladění a čistotu svár (jednotlivých not rágy).